# Tierra Blanca, Santo Domingo Tepuxtepec
Tierra Blanca är en ort i Mexiko.   Den ligger i kommunen Santo Domingo Tepuxtepec och delstaten Oaxaca, i den sydöstra delen av landet, 400 km sydost om huvudstaden Mexico City. Tierra Blanca ligger 2 079 meter över havet och antalet invånare är 254.
Terrängen runt Tierra Blanca är varierad. Runt Tierra Blanca är det glesbefolkat, med 11 invånare per kvadratkilometer. Närmaste större samhälle är Santo Domingo Tepuxtepec, 4,8 km nordost om Tierra Blanca. I omgivningarna runt Tierra Blanca växer i huvudsak blandskog.